# Euston Square
Euston Square è una stazione della metropolitana di Londra, servita dalle linee Circle, Hammersmith & City e Metropolitan.

## Storia
La stazione aprì il 10 gennaio 1863 con il nome di Gower Street sul primo tratto originale della Metropolitan Railway (MR), oggi la Metropolitan line. Nel 1909 la denominazione fu cambiata in quella attuale.
Gli edifici della stazione furono ricostruiti fra il 1929 e il 1931 in base al progetto dell'architetto della MR  C.W. Clark.  Contemporaneamente le banchine furono allungate, il che richiese la chiusura di Euston Road per consentire che  lo scavo si svolgesse nel minor tempo possibile. Gli archi  e i muri laterali in mattoni furono rimossi e sostituiti da un tetto piatto con travi in acciaio sostenute da muri in cemento armato.
Durante la seconda guerra mondiale gran parte del lato sud di Euston Road fra Gower Street e Gordon Street fu distrutto dai bombardamenti. Quando il sito venne ricostruito nel dopoguerra l'ingresso sud fu ristrutturato per incorporarlo nell'angolo del nuovo edificio che occupava l'area. L'ingresso sul lato nord fu mantenuto. In seguito venne demolito negli anni sessanta quando Euston Road fu allargata, e sostituito da un semplice sottopassaggio.
Nel 2006 fu aperto un nuovo ingresso sul lato sud di Euston Road, inserito nel nuovo edificio sede della Wellcome Trust, che rimpiazzò il vecchio ingresso. Nel 2011 sono stati inaugurati due ascensori che collegano la banchina in direzione ovest con la strada (rendendo in tal modo la stazione accessibile a persone con ridotta mobilità, ma solo in una direzione.) Un nuovo ingresso è stato aperto al di sopra dei nuovi ascensori.

### Progetti
Il gestore delle infrastrutture ferroviarie britanniche, la Network Rail, ha annunciato nel 2005 un piano per creare un sottopassaggio tra Euston Square e la stazione di Euston, in modo da creare un collegamento diretto per gli utilizzatori delle linee ferroviarie che partono da Euston. Al momento il progetto non è stato attuato.

## Strutture e impianti
Si trova nella Travelcard Zone 1.

## Interscambi
La fermata costituisce un importante interscambio con la stazione ferroviaria di Euston.
La stazione di Euston della metropolitana si trova a 450 metri di distanza, permettendo l'intercambio con la linea Northern e la linea Victoria.
Nelle vicinanze della stazione effettuano fermata numerose linee automobilistiche di superficie urbane, gestite da London Buses.
- (Euston - London Overground, linee nazionali);
- (Euston - linee Northern e Victoria);
- Fermata autobus

## Galleria d'immagini

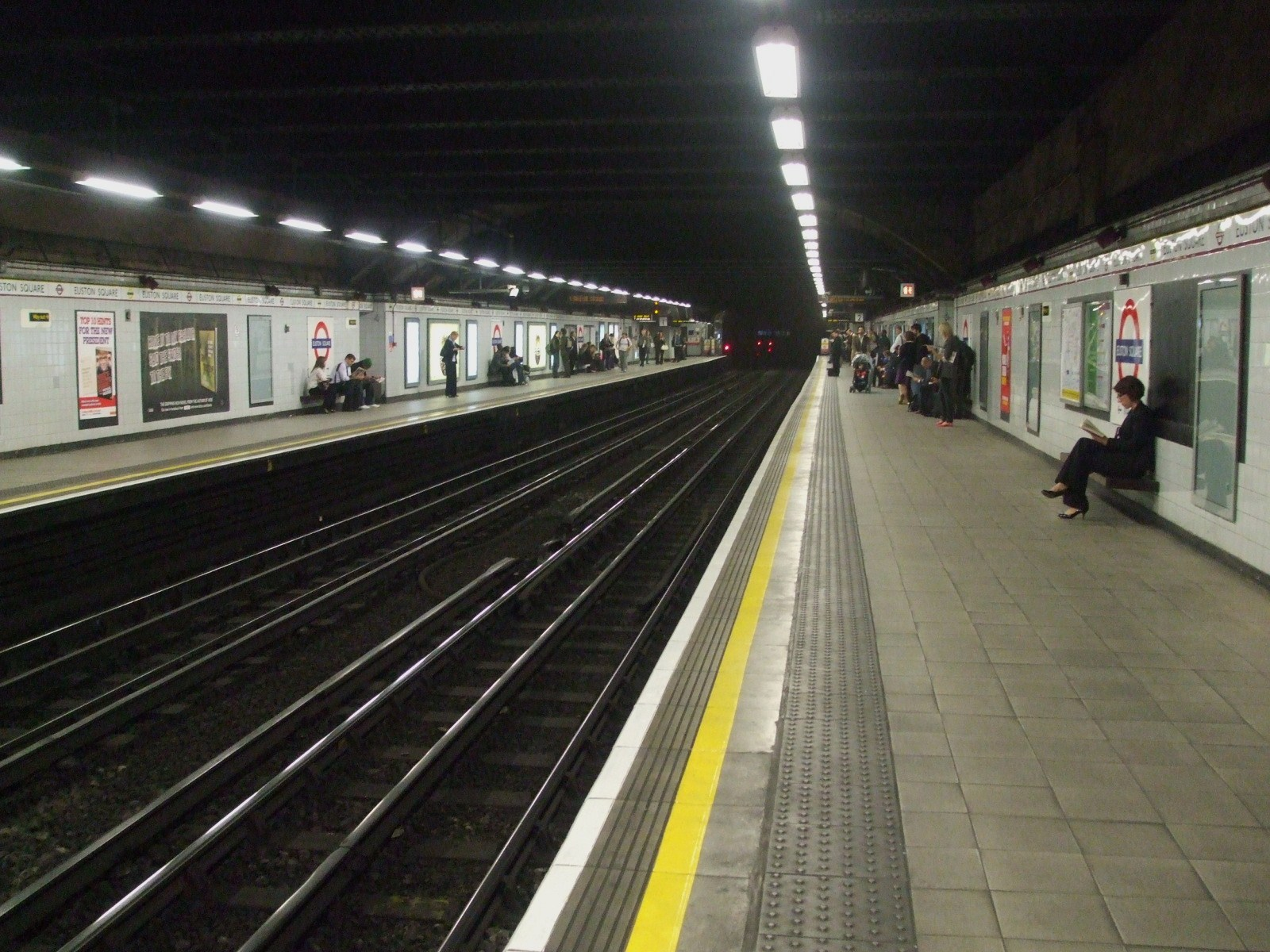
Piattaforma in direzione ovest.
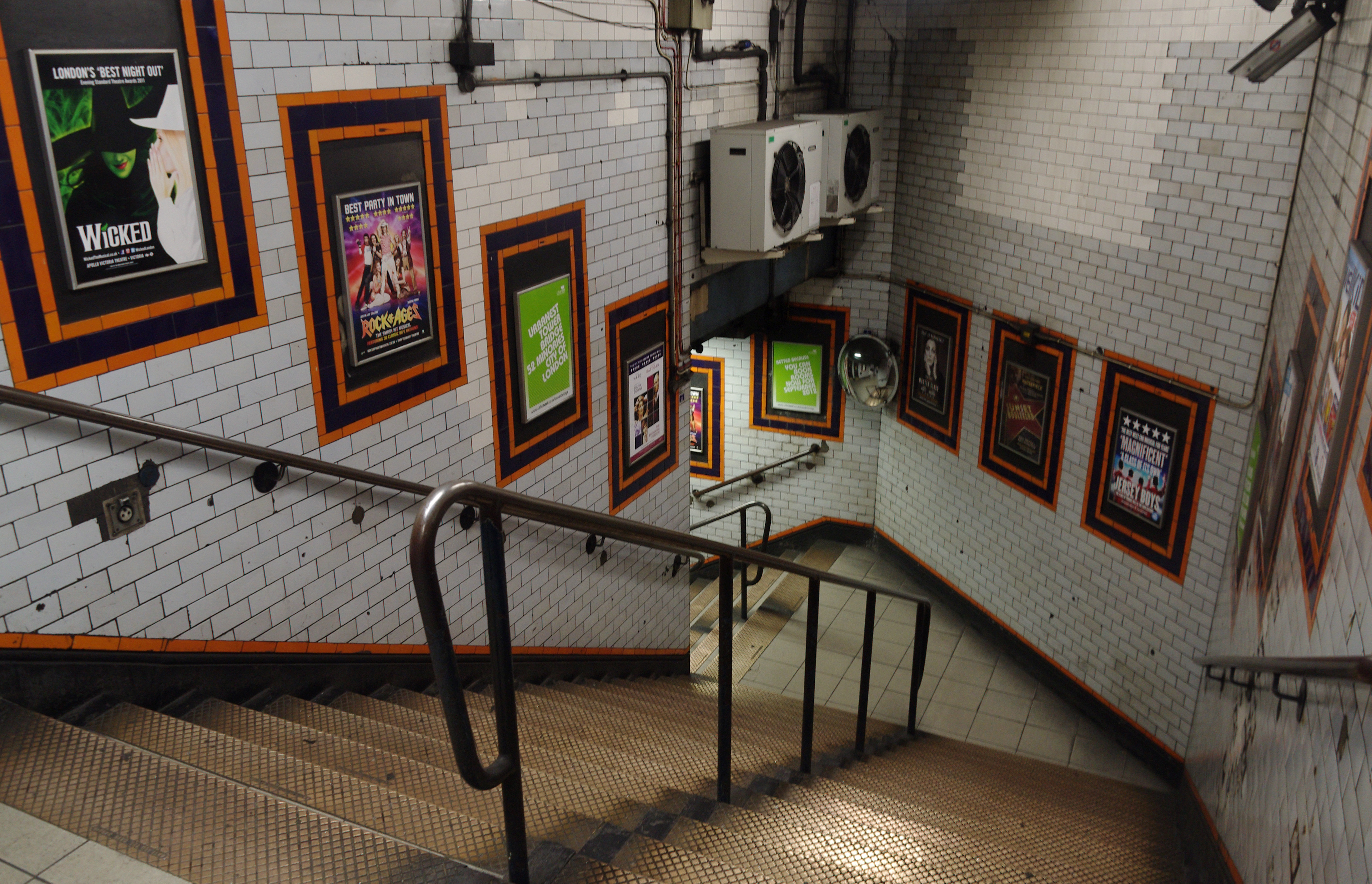
Scale per la piattaforma in direzione est.
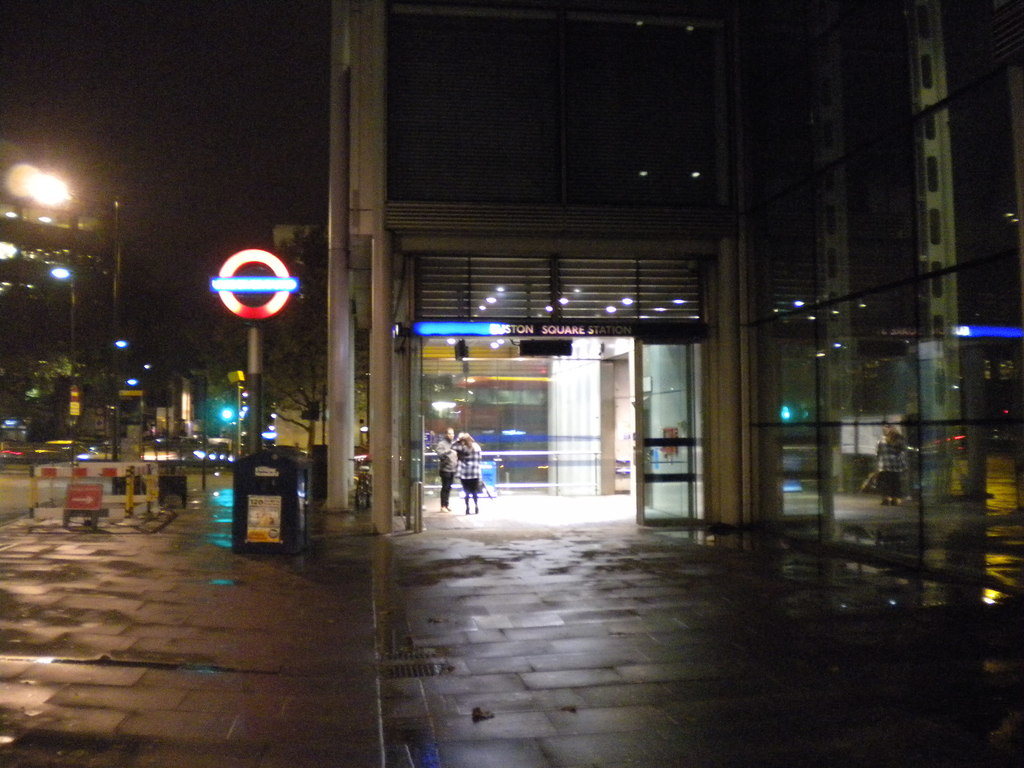
Ingresso sul lato sud visto di notte.
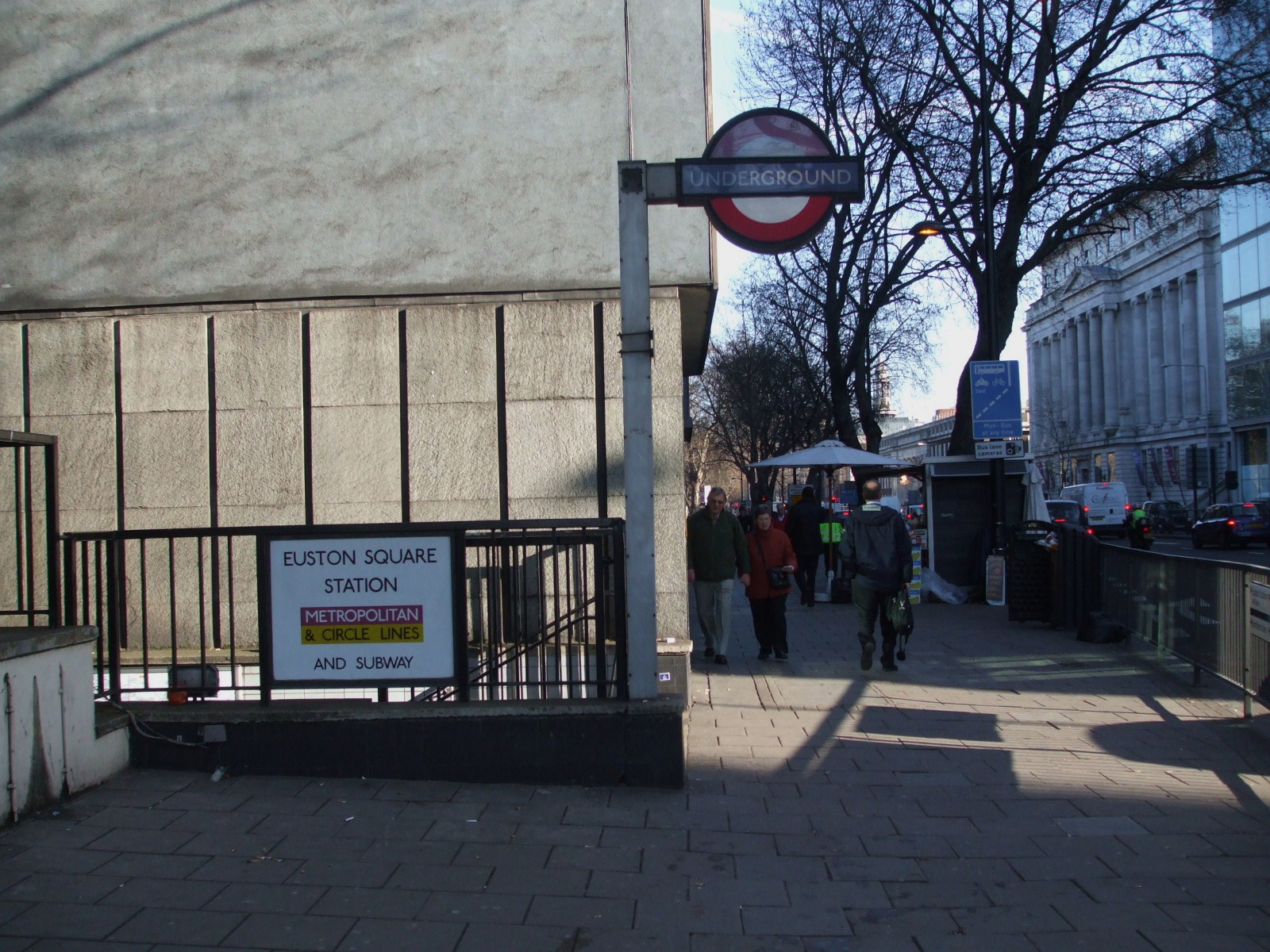
Ingresso sul lato nord.